# Заугольнова, Людмила Борисовна
Людмила Борисовна Заугольнова (13 апреля 1936, Москва — 14 мая 2014, там же) — советский российский ботаник, доктор биологических наук, профессор, главный научный сотрудник лаборатории структурно-функциональной организации и устойчивости лесных экосистем Центра по проблемам экологии и продуктивности лесов РАН, специалист в области лесной фитоценологии, классификации и типологии лесов, сукцессий в лесах.

## Биография
Родилась в Москве. В 1958 г. окончила Московский государственный педагогический институт им. В.И. Ленина. 1958-1962 гг. работала учителем биологии в г. Артёме Приморского края. В 1962-1992 гг. работала в биологической лаборатории МГПИ, сначала лаборантом, затем младшим и старшим научным сотрудником. В 1969 г. была защищена кандидатская диссертация «Онтогенез и возрастные спектры популяций ясеня обыкновенного в фитоценозах лесной и лесостепной зон».
В 1974 г. после смерти профессора А.А. Уранова, руководителя ботанической группы лаборатории, стала организатором коллективных исследований.
В 1992 г. перешла в Центр по проблемам экологии и продуктивности лесов РАН, где работала над проблемами лесной геоботаники.
В 1994 г. защитила докторскую диссертацию «Структура популяций семенных растений и проблемы их мониторинга».

## Научная деятельность
Основная область научных интересов — лесная фитоценология, классификация и типология лесов, сукцессий в лесах.
В формировании научных взглядов Л.Б. Заугольновой большую роль сыграли идеи ее научного руководителя А.А. Уранова. С его именем связано начало популяционно-онтогенетического подхода в ботанике, т. е. направления, предлагавшего обратить внимание на возрастную периодизацию растений. Кандидатская диссертация «Онтогенез и возрастные спектры популяций ясеня обыкновенного в фитоценозах лесной и лесостепной зон» демонстрировала особый подход в изучении популяций древесных пород, характеризуя возрастную структуру популяции не с точки зрения календарного возраста особей, а исходя из их возрастного состояния. В дальнейшем исследователь разработала систему иерархически соподчиненных единиц популяционного уровня у растений, выявила особенности структуры и динамики популяций многолетних растений в связи биоморфологическими особенностями и онтогенезом. Заугольновой проанализирована и определена степень динамичности ценопопуляций растений в пределах одного фитоценоза. Она предложила новые методы анализа онтогенетического спектра как показателя демографической структуры и ввела понятия базового и характерного спектров, обосновала понятие критического состояния ценопопуляций, предложила способ диагностики, применимый для их мониторинга, подготовила перечень признаков для цепей популяционного мониторинга семенных растений.
За период работы в ЦЭПЛ были опубликованы пять коллективных монографий, в которых Заугольнова принимала участие как ответственный редактор и автор. Ею созданы сайты «Ценофонд лесов Европейской части России» и «Определитель типов леса Европейской части России», а также совместно с д.б.н. О.В. Смирновой – база данных по эколого-ценотическим группам растений.
Л.Б. Заугольнова также работала над упорядочиванием и установлением соответствий между распространенной в отечественной лесной геоботанике и лесоведении доминантной классификацией и международной классификацией растительных сообществ Браун-Бланке. Результатом работы стал иллюстрированный электронный определитель типов леса Европейской России.

## Основные работы
- О биологии самосева обыкновенного ясеня (fraxinus excelsior l.) // Биологические науки. 1967. № 5. С. 99–102.
- Вопросы морфогенеза цветковых растений и строения их популяций / Под ред. проф. А.А. Уранова. М.: Наука, 1968. 234 с.
- Ценопопуляции растений (основные понятия и структура) / Отв. ред. А.А. Уранов, Т.И. Серебрякова. М., 1976. 217 с.
- Ценопопуляции растений. Развитие и взаимоотношения / А. Г. Богданова, Н. М. Григорьева, В. Н. Егорова и др. М., 1977. 131 с.
- Динамика ценопопуляций растений / Отв. ред. Т.И. Серебрякова / Л. А. Жукова, И. М. Ермакова, Л. Б. Заугольнова и др. М., 1985. 208 с.
- Handbook of vegetation science. III. The population structure of vegetation / T.A. Rabotnov, L.B. Zaugolnova, I.M. Ermakova et al. Dordrecht, 1985. 669 p.
- Ценопопуляции растений (очерки популяционной биологии) / Л.Б. Заугольнова, Л.А. Жукова, А.С. Комаров, О.В. Смирнова. М.: Наука, 1988. 184 с.
- Диагнозы и ключи возрастных состояний лесных растений. Деревья и кустарники / Под ред. О.В. Смирновой. М., 1989. 102 с.
- Восточноевропейские широколиственные леса / Под ред. О.В. Смирновой. М.: Наука, 1994. 364 с.
- Информационно-аналитическая система для оценки сукцессионного состояния лесных сообществ / Л. Б. Заугольнова, Л. Г. Ханина, А. С. Комаров и др. Пущинский научный центр РАН Пущино, 1995. 51 с.
- Current state of broad-leaved forests in Russia, Belorussia, Ukraine: historical development, biodiversity, structure and dynamic / R. V. Popadyuk, O. V. Smirnova, O. I. Evstigneev et al. PRC RAS Pushchino, 1995. 74 p.
- Сукцессионные процессы в заповедниках России и проблемы сохранения биологического разнообразия / Под ред. О.В. Смирновой, Е.С. Шапошникова. Российское ботаническое общество СПб, 1999. 549 с.
- Состав и структура растительности лесной катены в смешанных лесах южной части Костромской области / Под общ. ред. Шутова В.В. Костромской государственный технологический университет. Кострома, 2000. 92 с.
- Оценка и сохранение биоразнообразия лесного покрова в заповедниках европейской России / О. В. Смирнова, Л. Б. Заугольнова, Л. Г. Ханина и др. М., 2000. 196 с.
- Восточноевропейские леса: история в голоцене и современность / Отв. ред. О.В. Смирнова. Книга 2. М., 2004. 575 с.
- Ценофонд лесов Европейской России. Центр по проблемам экологии и продуктивности лесов РАН. М., 2006.
- Мониторинг биологического разнообразия лесов России: методология и методы / Отв. ред. А.С. Исаев. М., 2008. 453 с.
- Методические подходы к экологической оценке лесного покрова в бассейне малой реки / ред. Л.Б. Заугольновой, Т.Ю. Браславской. М.,2010. 383 с.
- Определитель типов леса Европейской России / Под ред. Истоминой И.И. М., 2012. (соавт. Мартыненко В. Б.)
- Boreal forests / O. V. Smirnova, M. V. Bobrovsky, L. G. Khanina et al. // European Russian Forests: Their Current State and Features of Their History. Vol. 15. 2017. P. 59–204[3][2].